# Alloniscus mirabilis
Alloniscus mirabilis is een pissebed uit de familie Alloniscidae. De wetenschappelijke naam van de soort is voor het eerst geldig gepubliceerd in 1875 door Stuxberg.